# دبليو. تي. ماكين
دبليو. تي. ماكين هو محامي وقاضي وسياسي أمريكي، ولد في 19 أكتوبر 1913 في كولفاكس في الولايات المتحدة، وتوفي في 16 مارس 1993. نشط حزبياً في الحزب الديمقراطي. وقد انتخب عضو مجلس نواب لويزيانا ‏.